# Deer Creek (Illinois)
Deer Creek és una població dels Estats Units a l'estat d'Illinois. Segons el cens del 2000 tenia 605 habitants.

## Demografia
Segons el cens del 2000, Deer Creek tenia 605 habitants, 227 habitatges, i 165 famílies. La densitat de població era de 753,5 habitants/km².
Dels 227 habitatges en un 37% hi vivien nens de menys de 18 anys, en un 62,1% hi vivien parelles casades, en un 7,9% dones solteres, i en un 26,9% no eren unitats familiars. En el 21,6% dels habitatges hi vivien persones soles el 7,9% de les quals corresponia a persones de 65 anys o més que vivien soles. El nombre mitjà de persones vivint en cada habitatge era de 2,67 i el nombre mitjà de persones que vivien en cada família era de 3,13.
Per edats la població es repartia de la següent manera: un 27,8% tenia menys de 18 anys, un 8,4% entre 18 i 24, un 30,4% entre 25 i 44, un 21,3% de 45 a 60 i un 12,1% 65 anys o més.
L'edat mediana era de 35 anys. Per cada 100 dones de 18 o més anys hi havia 106,1 homes.
La renda mediana per habitatge era de 38.542 $ i la renda mediana per família de 43.750 $. Els homes tenien una renda mediana de 31.985 $ mentre que les dones 25.278 $. La renda per capita de la població era de 17.578 $. Aproximadament el 6,6% de les famílies i el 5,5% de la població estaven per davall del llindar de pobresa.

## Poblacions més properes
El següent diagrama mostra les poblacions més properes.